# Elizabeth Perkins
 (mars 2019).
Si vous disposez d'ouvrages ou d'articles de référence ou si vous connaissez des sites web de qualité traitant du thème abordé ici, merci de compléter l'article en donnant les références utiles à sa vérifiabilité et en les liant à la section « Notes et références ».
Pour les articles homonymes, voir Perkins.
Elizabeth Perkins est une actrice américaine, née le 18 novembre 1960 dans le Queens à New York.

## Biographie
Elizabeth Perkins est née dans le Queens, à New York, fille de Jo Williams, conseillère en traitement de la toxicomanie et pianiste de concert et de James Perkins, agriculteur, écrivain et homme d'affaires. Elle a été élevée à Colrain, dans le Massachusetts. Ses parents ont divorcé en 1963. Elle a deux sœurs plus âgées.
Ses grands-parents paternels étaient des immigrants grecs originaires de Salonique, qui avaient anglicisé leur nom de famille de « Pisperikos » en « Perkins » lorsqu'ils s'établirent aux États-Unis.
Elle a commencé à travailler dans le théâtre avec Arena Civic Theatre, une troupe de théâtre communautaire à but non lucratif basée à Greenfield, dans le Massachusetts. Elizabeth Perkins fréquente la Northfield Mount Hermon School, une école préparatoire d'élite, puis passe de 1978 à 1981 à Chicago, où elle obtient son certificat en interprétation de la Goodman School of Drama de la DePaul University.

### Vie privée
Elle fut mariée à Terry Kinney de 1984 à 1988.
Elle a eu une fille, Hannah Jo Phillips, née en 1991, avec Maurice Phillips.
Le 17 juin 2000, elle se remarie avec Julio Macat. Elle devient la belle-mère de ses enfants : Maximillian, Alexander et Andreas.

## Carrière
En 1988, elle joue aux côtés de Tom Hanks dans Big de Penny Marshall et avec Don Johnson, Susan Sarandon et Jeff Daniels dans Sweet Hearts Dance de Robert Greenwald.

## Filmographie

### Cinéma
- 1986 : À propos d'hier soir... (About Last Night...) d'Edward Zwick : Joan
- 1987 : From the Hip de Bob Clark : Jo Ann
- 1988 : Big de Penny Marshall : Susan
- 1988 : Sweet Hearts Dance de Robert Greenwald : Adie Nims
- 1990 : L'Amour poursuite (Love at Large) d'Alan Rudolph : Stella Wynkowski
- 1990 : Avalon de Barry Levinson : Ann Kaye
- 1990 : Enid Is Sleeping : Jane
- 1991 : Elle et lui (He Said, She Said) de Ken Kwapis et Marisa Silver : Lorie Bryer
- 1991 : Le Docteur (The Doctor) de Randa Haines : June Ellis
- 1993 : L'Été indien (Indian Summer) : Jennifer Morton
- 1994 : La Famille Pierrafeu (The Flintstones) de Brian Levant : Wilma Flintstone
- 1994 : Miracle sur la 34e rue (Miracle on 34th Street) de Les Mayfield : Dorey Walker
- 1995 : Moonlight et Valentino (Moonlight and Valentino) de David Anspaugh : Rebecca Trager Lott
- 1997 : Lesser Prophets : Sue
- 1998 : I'm Losing You : Aubrey Wicker
- 1999 : La Tête dans le carton à chapeaux (Crazy in Alabama) d'Antonio Banderas : Joan Blake
- 2000 : 28 jours en sursis (28 Days) de Betty Thomas : Lily Cummings
- 2001 : Comme chiens et chats (Cats & Dogs) de Lawrence Guterman : Mme Brody
- 2002 : Imagine 17 ans (Try Seventeen) : Blanche
- 2003 : Le Monde de Nemo (Finding Nemo) d'Andrew Stanton et Lee Unkrich : Coral (voix)
- 2004 : Speak de Jessica Sharzer : Joyce Sordino
- 2004 : Jiminy Glick in Lalawood de Vadim Jean : Miranda Coolidge
- 2004 : Gilded Stones : Polly
- 2005 : Le Cercle 2 (The Ring Two) d'Hideo Nakata : Dr Emma Temple
- 2005 : Des gens impitoyables (Fierce People) de Griffin Dunne : Mrs. Langley
- 2005 : The Thing About My Folks : Rachel Kleinman
- 2005 : La Main au collier (Must Love Dogs) de Gary David Goldberg : Carol
- 2005 : Kids in America de Josh Stolberg : Sondra Carmichael
- 2011 : Hop de Tim Hill : la mère de Fred
- 2025 : L'Ombre d'Emily 2 (Another Simple Favor) de Paul Feig

### Télévision

#### Séries télévisées
- 1998 : De la Terre à la Lune (From the Earth to the Moon) : Marilyn Lovell
- 2000 : Battery Park : Madeleine Dunleavy
- 2002 / 2004 : Les rois du Texas (King of the Hill) : Jan Shaw / Mme Ashmore / Ruth Brown / Sherilyn
- 2005 : Hercule (Hercules) : Alcmene
- 2005 - 2009 : Weeds : Celia Hodes
- 2009 : Monk : Christine Rapp
- 2011 : The Closer : L.A. enquêtes prioritaires (The Closer) : Mme Meyers
- 2013 : How to Live with Your Parents (for the Rest of Your Life) : La mère
- 2014 : Murder (How to Get Away with Murder) : Marren Trudeau
- 2014 : One Child : Katherine Ashley
- 2017 : GLOW : Birdie Howard
- 2017 : Larry et son nombril (Curb Your Enthusiasm) : Marilyn
- 2018 : Sharp Objects : Jackie O'Neill
- 2019 : Truth Be Told : Le Poison de la vérité (Truth Be Told) : Melanie Cave
- 2019 : Corporate : La comptable
- 2019 : The Moodys : Ann Moody

#### Téléfilms
- 1993 : For Their Own Good d'Ed Kaplan : Sally Wheeler
- 1997 : Traits pour traits (Cloned) de Douglas Barr : Skye Weston
- 1997 : Rescuers : Stories of Courage : Two Women de Peter Bogdanovich : Gertruda Babilinska (segment "Mamusha")
- 2000 : Sex Revelations (If These Walls Could Talk 2) de Jane Anderson : Alice Hedley (segment "1961")
- 2001 : À l'épreuve de l'amour (What Girls Learn) de Lee Rose : Mama
- 2002 : Désordre affectif (My Sister's Keeper) de Ron Lagomarsino : Judy Chapman